# مارسيل أنطونيو
مارسيل أنطونيو هو رسام فلبيني، ولد في 28 يونيو 1965 في مانيلا في الفلبين.